# Ennser Straße
Die Ennser Straße (B 309a, auch L 568) ist eine Landesstraße B in Oberösterreich und verbindet die West Autobahn (A1) mit der Wiener Straße (B1).